# 諾特冰原島峰
70°40′S 69°27′W / 70.667°S 69.450°W
諾特冰原島峰（英語：Knott Nunatak）是南極洲的冰原島峰，位於亞歷山大一世島中西部，處於勒梅山脈北端西北面2公里，由美國的探險家拍攝空中照片。